# Campeonato Mundial de Natação em Piscina Curta de 2012 - 100 m borboleta feminino
A prova dos 100 metros nado borboleta feminino do Campeonato Mundial de Natação em Piscina Curta de 2012 foi disputado entre 15 e 16 de dezembro em Istambul  na Turquia.

## Recordes
Antes desta competição, os recordes mundiais e do campeonato nesta prova eram os seguintes:
|    | Nome            | Nacionalidade | Tempo | Local    | Data                   |
| -- | --------------- | ------------- | ----- | -------- | ---------------------- |
| WR | Diane Bui Duyet | França        | 55.05 | Istambul | 12 de dezembro de 2009 |
| CR | Felicity Galvez | Austrália     | 55.43 | Dubai    | 19 de dezembro de 2010 |

## Medalhistas
| Ouro                 | Prata          | Bronze           |
| Ilaria Bianchi (ITA) | Liu Zige (CHN) | Jemma Lowe (GBR) |

## Resultados

### Eliminatórias
As eliminatórias ocorreram dia 15 de dezembro.  
| Colocação | Bateria | Raia | Nome                             | Tempo   | Notas |
| --------- | ------- | ---- | -------------------------------- | ------- | ----- |
| 1         | 7       | 8    | Liu Zige (CHN)                   | 57.31   | Q     |
| 2         | 7       | 7    | Noemie It-Ting Thomas (CAN)      | 57.32   | Q     |
| 3         | 5       | 4    | Jemma Lowe (GBR)                 | 57.53   | Q     |
| 4         | 5       | 5    | Claire Donahue (USA)             | 57.58   | Q     |
| 5         | 6       | 5    | Louise Hansson (SWE)             | 57.81   | Q     |
| 6         | 5       | 3    | Kathleen Hersey (USA)            | 57.83   | Q     |
| 7         | 7       | 6    | Daynara de Paula (BRA)           | 57.87   | Q     |
| 8         | 7       | 5    | Katerine Savard (CAN)            | 58.01   | Q     |
| 9         | 6       | 7    | Nao Kobayashi (JPN)              | 58.10   | Q     |
| 10        | 6       | 4    | Ilaria Bianchi (ITA)             | 58.15   | Q     |
| 11        | 6       | 9    | Kona Fujita (JPN)                | 58.22   | Q     |
| 12        | 6       | 6    | Emilia Pikkarainen (FIN)         | 58.34   | Q     |
| 13        | 5       | 2    | Silvia di Pietro (ITA)           | 58.36   | Q     |
| 14        | 6       | 3    | Birgit Koschischek (AUT)         | 58.39   | Q     |
| 15        | 4       | 6    | Sze Hang Yu (HKG)                | 58.50   | Q     |
| 16        | 7       | 3    | Veronika Popova (RUS)            | 58.54   | Q     |
| 17        | 6       | 2    | Brianna Throssell (AUS)          | 58.71   |       |
| 18        | 2       | 0    | Lu Ying (CHN)                    | 58.85   |       |
| 19        | 5       | 8    | Danielle Villars (SUI)           | 58.87   | NR    |
| 20        | 6       | 1    | İris Rosenberger (TUR)           | 58.96   |       |
| 21        | 5       | 7    | Judit Ignacio Sorribes (ESP)     | 59.09   |       |
| 21        | 6       | 0    | Mandy Loots (RSA)                | 59.09   |       |
| 23        | 7       | 9    | Eszter Dara (HUN)                | 59.25   |       |
| 24        | 7       | 2    | Paulina Schmiedel (GER)          | 59.26   |       |
| 25        | 7       | 0    | Marne Erasmus (RSA)              | 59.31   |       |
| 26        | 2       | 8    | Elmira Aigaliyeva (KAZ)          | 59.45   |       |
| 27        | 7       | 1    | Sara Oliveira (POR)              | 59.74   |       |
| 28        | 5       | 0    | Anna Dowgiert (POL)              | 59.80   |       |
| 29        | 5       | 6    | Daria Tcvetkova (RUS)            | 1:00.01 |       |
| 30        | 5       | 9    | Chan Kin Lok (HKG)               | 1:00.18 |       |
| 31        | 6       | 8    | Denisa Smolenová (SVK)           | 1:00.77 |       |
| 32        | 4       | 3    | Jasmin Rosenberger (TUR)         | 1:00.89 |       |
| 33        | 4       | 5    | Nina Rangelova (BUL)             | 1:01.06 |       |
| 34        | 4       | 7    | Jessica Camposano (COL)          | 1:01.08 |       |
| 35        | 4       | 2    | Sini Kuutamo (FIN)               | 1:01.24 |       |
| 36        | 3       | 5    | Manuela Morano (ARG)             | 1:01.51 |       |
| 37        | 3       | 3    | Karen Torrez (BOL)               | 1:02.07 | NR    |
| 38        | 4       | 1    | Monalisa Arieswati Lorenza (INA) | 1:03.14 |       |
| 39        | 3       | 2    | Caroline Pickering Puamau (FIJ)  | 1:03.30 |       |
| 40        | 4       | 4    | Nguyen Thi Kim Tuyen (VIE)       | 1:03.31 |       |
| 41        | 4       | 9    | Zabrina Holder (BAR)             | 1:03.38 |       |
| 42        | 4       | 8    | Pooja Raghava Alva (IND)         | 1:03.45 |       |
| 43        | 4       | 0    | Dalia Tórrez Zamora (NCA)        | 1:04.33 |       |
| 44        | 3       | 6    | Oriele Espinoza (PER)            | 1:04.41 |       |
| 45        | 3       | 8    | Ana Sofia Nobrega (ANG)          | 1:05.28 |       |
| 46        | 3       | 4    | Marie Meza (CRC)                 | 1:05.61 |       |
| 47        | 3       | 0    | Angie Galdamez (HON)             | 1:05.76 |       |
| 48        | 3       | 1    | Tieri Erasito (FIJ)              | 1:06.32 |       |
| 49        | 1       | 5    | Su Rim Choe (PRK)                | 1:06.71 |       |
| 50        | 2       | 4    | Kiran Khan (PAK)                 | 1:06.87 |       |
| 51        | 3       | 9    | Emily Siobhan Muteti (KEN)       | 1:09.11 |       |
| 52        | 3       | 7    | Faith Edorodion (NGR)            | 1:09.60 |       |
| 53        | 2       | 5    | Oreoluwa Cherebin (GRN)          | 1:10.32 |       |
| 54        | 2       | 2    | Felicity Passon (SEY)            | 1:10.79 |       |
| 55        | 2       | 7    | Afsana Ismayilova (AZE)          | 1:11.94 |       |
| 56        | 2       | 3    | Monica Saili (SAM)               | 1:12.37 |       |
| 57        | 2       | 1    | Charissa Sofia Panuve (TGA)      | 1:13.40 |       |
| 58        | 2       | 6    | Surennyam Erdenebileg (MGL)      | 1:14.00 |       |
| 59        | 1       | 3    | Erika Torrellas (VEN)            | DNS     |       |
| 59        | 1       | 4    | Wendy Rodriguez (VEN)            | DNS     |       |
| 59        | 5       | 1    | Katrine Soerensen (DEN)          | DNS     |       |
| 59        | 7       | 4    | Jeanette Ottesen (DEN)           | DNS     |       |

### Semifinal
A semifinal  ocorreu dia 15 de dezembro. 
| Colocação | Bateria | Raia | Nome                  | Nacionalidade  | Tempo | Notas |
| --------- | ------- | ---- | --------------------- | -------------- | ----- | ----- |
| 1         | 1       | 2    | Ilaria Bianchi        | Itália         | 56.60 | Q     |
| 2         | 1       | 4    | Noemie It-Ting Thomas | Canadá         | 56.64 | Q, NR |
| 3         | 2       | 5    | Jemma Lowe            | Reino Unido    | 57.16 | Q     |
| 4         | 2       | 4    | Liu Zige              | China          | 57.24 | Q     |
| 5         | 1       | 5    | Claire Donahue        | Estados Unidos | 57.51 | Q     |
| 6         | 2       | 1    | Silvia di Pietro      | Itália         | 57.62 | Q     |
| 7         | 1       | 3    | Kathleen Hersey       | Estados Unidos | 57.65 | Q     |
| 8         | 2       | 3    | Louise Hansson        | Suécia         | 57.79 |       |
| 9         | 1       | 8    | Veronika Popova       | Rússia         | 57.82 |       |
| 10        | 2       | 6    | Daynara de Paula      | Brasil         | 57.87 | Q     |
| 11        | 2       | 2    | Nao Kobayashi         | Japão          | 57.99 |       |
| 12        | 1       | 7    | Emilia Pikkarainen    | Finlândia      | 58.04 | NR    |
| 13        | 1       | 6    | Katerine Savard       | Canadá         | 58.13 |       |
| 14        | 1       | 1    | Birgit Koschischek    | Áustria        | 58.40 |       |
| 15        | 2       | 8    | Sze Hang Yu           | Hong Kong      | 58.66 |       |
| 16        | 2       | 7    | Kona Fujita           | Japão          | 58.71 |       |

### Final
A final teve sua disputa realizada em 16 de dezembro. 
| Colocação         | Raia | Nome                  | Nacionalidade  | Tempo | Notas |
| ----------------- | ---- | --------------------- | -------------- | ----- | ----- |
| Medalha de ouro   | 4    | Ilaria Bianchi        | Itália         | 56.13 | NR    |
| Medalha de prata  | 6    | Liu Zige              | China          | 56.58 |       |
| Medalha de bronze | 3    | Jemma Lowe            | Grã-Bretanha   | 56.66 |       |
| 4                 | 5    | Noemie It-Ting Thomas | Canadá         | 56.92 |       |
| 5                 | 2    | Claire Donahue        | Estados Unidos | 57.00 |       |
| 6                 | 1    | Kathleen Hersey       | Estados Unidos | 57.35 |       |
| 7                 | 7    | Silvia di Pietro      | Itália         | 58.14 |       |
| 8                 | 8    | Daynara de Paula      | Brasil         | 59.64 |       |

Legenda
| Recorde mundial       | Recorde mundial (World record)               |                       | Recorde africano                      | Recorde africano (African) |                                           | Q | Classificado por posição (Qualified) |
| Recorde do campeonato | Recorde do campeonato (Championship record)  | Recorde da América    | Recorde da América (Americas)         | q                          | Classificado por melhor tempo (Qualified) |   |                                      |
| Melhor marca do ano   | Melhor marca do ano (World leading)          | Recorde asiático      | Recorde asiático (Asian)              | DNS                        | Não largou (Did not start)                |   |                                      |
| Recorde nacional      | Recorde nacional (National record)           | Recorde europeu       | Recorde europeu (European)            | DNF                        | Não terminou (Did not finish)             |   |                                      |
| Recorde pessoal       | Recorde pessoal do atleta (Personal best)    | Recorde da Oceania    | Recorde da Oceania (Oceania)          | DSQ / DQ                   | Desclassificado (Disqualified)            |   |                                      |
| Recorde da temporada  | Recorde da temporada do atleta (Season best) | Recorde sul-americano | Recorde sul-americano (South America) | NM                         | Sem marca (No mark)                       |   |                                      |